# Брахмастра (фільм)
Брахмастра Частина перша: Шива (Hindi pronunciation: [bɾəʱmaːst̪ɾ]) (transl. Зброя Брахми — частина перша: Шива) — індійський гінді-мовний фантастичний пригодницький фільм за сценарієм та режисером Аяном Мукерджі. Його продюсують Каран Джохар, Апурва Мехта, Наміт Малхотра та Мукерджі (у його дебютній постановці) під прапорами Dharma Productions, Prime Focus та Starlight Pictures спільно зі Star Studios. У ньому зіграли Амітаб Баччан, Ранбір Капур, Алія Бхатт, Муні Рой та Нагарджуна Аккінені. Фільм має стати першим фільмом у запланованій трилогії кінематографічного всесвіту під назвою Astraverse .
Про початок знімання фільму Брахмастра було оголошено в липні 2014 року, але потім відкладено на кілька років. Основне знімання тривало п'ять років з лютого 2018 року по березень 2022 року, у тому числі в Болгарії, Лондоні, Нью-Йорку, Единбурзі та Варанасі. Виробництво та вихід фільму неодноразово відкладалися через пандемію COVID-19. Прем'єра фільму запланована на 9 вересня 2022 року у стандартних форматах 3D та IMAX 3D.
Брахмастра Частина перша: Шіва — це перший фільм, знятий під назвою Star Studios після ребрендингу 27 травня 2022 року, який відбувся після придбання 21st Century Fox компанією Disney .

## Приміщення
Історія розгортається навколо Шіви, ді-джея, який виступає як стихія вогню і володіє силою, щоб пробудити Брахмастру, надприродну зброю, яка, як кажуть, здатна знищити весь всесвіт та всі живі істоти. З іншого боку, сили темряви також шукають Брахмастру.

## Актори
- Амітаб Баччан — Гуру[12]
- Ранбір Капур — Шіва, діджей[13]
- Алія Бхатт — Іші[14]
- Муні Рой — Джунун, королева темряви[15]
- Нагарджуна Аккінені — Аніш, художник[16]
- Дімпл Кападія[17]
- Divyendu Sharma[18]
- Дхрув Сегал
- Саурав Гурджар[19]
- Шах Рух Хан — учений (в епізодах)[20][21]

## Виробництво

### Розроблення
Про початок знімання фільму Брахмастра було оголошено в липні 2014 року продюсером Караном Джохаром . Аян Мукерджі підписав контракт як режисер, а головін ролі зінграли Ранбір Капур та Алія Бхатт. Спочатку ходили чутки, що фільм матиме назву «Дракон», але пізніше було підтверджено як «Брахмастра». Мукерджі пояснив, що титул Брахмастра «резонує з стародавньою мудрістю, енергією та силою». Мукерджі також розповів, що це «сучасний фільм із старовинними елементами».
У 2017 році Джохар оголосив про свій план перетворити фільм на кінотрилогію. Підготовка до фільму розпочалась у січні 2018 року . В інтерв'ю Капур заявив, що Мукерджі «провів шість років свого життя, дуже наполегливо працюючи над створенням оригінальної історії», і що трилогія буде створюватися протягом 10 років. Він також спростував чутки, що припускають, що це романтична історія. фільм про супергероя. Натомість Капур підтвердив, що фільм — «романтична казка у надприродному форматі», а також, що фільм — це не те, що «не має правди або неймовірне».
Нагарджуна Аккінені також підтвердив, що зіграє «головну» роль. Муні Рой розповіла в інтерв'ю, що вона «єдиний антагоніст» у фільмі.

### Символи
Режисер Аян Мукерджі розповів, що натхнення для створення персонажа актора Ранбіра Капура прийшло від Румі, який також надихнув перший вигляд свого персонажа. Мукерджі також черпав натхнення з роботи Румі: «кохання — це міст між тобою та всім», щоб побудувати основу фільму. Пізніше він розповів, що вигляд, натхненний Румі, був скасований, а замість нього Капур підстригся.
Капур розповів про свій досвід з тестами зовнішнього вигляду для фільму, зазначивши, що це «важка робота, що стомлює: наклеювання, видалення нанесення, скасування застосування та повторне застосування, поки не буде прийнято якесь рішення».

### Фільмування
Основне знімання розпочали в лютому 2018 року з початком першого етапу графіка фільму 24 лютого 2018 року. Перший етап фільмування було завершено у Болгарії 24 березня 2018 року Другий етап знімання тривав у Болгарії, а потім у Лондоні 8 липня 2018 року у Нью-Йорку наприкінці липня, а потім у Болгарії. Масове знімання розпочали 1 лютого 2019 року в Единбурзі, Шотландія . 20-денний графік розпочався у фортах Рамнагар і Чет Сінгх у Варанасі 30 липня 2019 року Знімання припинили в березні 2020 року через пандемію COVID-19 і пізніше відновилися в листопаді 2020 року. Загалом знімання завершили 29 березня 2022 року у Варанасі.

## Музика
Музика до фільму написана Прітамом, а слова написані Амітабхом Бхаттачарією .
10 квітня 2022 року була представлена перша пісня під назвою «Kesariya», яку співав Аріджіт Сінгх. Через три дні вийшов тизер пісні. Тизер озвученої на телугу версії цієї пісні під назвою «Kumkumala», яку співав Сід Шрірам, був оприлюднений 27 травня 2022 року.

## Маркетинг
Логотип назви фільму був оприлюднений 4 березня 2019 року. Того ж дня логотип був представлений на Maha Shivratri в Kumbh Mela ; 150 дронів були використані для освітлення неба, щоб сформувати його. Офіційний логотип Brahmāstra був опублікований 6 березня 2019 року, тоді як SS Rajamouli (який виступає в якості ведучого у південноіндійських версіях фільму) і Dhanush представили його у версіях на телугу, тамільською мовою, малаялам та каннада 12 березня 2019 року. В останній день було опубліковано рекламне відео для промоції логотипу Motion, за участю композитора фільму Прітама . 15 грудня 2021 року було опубліковано афішу з персонажем Капура, Шівою, тоді як за кілька годин до цього в Нью-Делі відбувся фан-захід на підтримку запуску плакату, який транслювали в прямому ефірі цифровим партнером фільму Disney+ Hotstar . 19 грудня 2021 року в Гайдарабаді відбувся захід, присвячений запуску версій афішу на телугу, тамільською мовою, малаялам та каннада. Постер і перший пролог персонажа Бхатта, Іші, вийшов 16 березня 2022 року
26 березня 2022 року Мукерджі, Капур і Бхатт були представлені в сегменті Byju «Cricket Live» під час проведення крикетного шоу Star Sports під час гри IPL 2022 між Chennai Super Kings та Kolkata Knight Riders, а Капур анонсував цю гру в рекламному відео. 29 березня 2022 року було опубліковано рекламне відео на згадку про закінчення фільму
10 квітня 2022 року вийшов анімаційний постер із зображенням персонажів Капура та Бхатта та пісня «Kesariya». Тизер озвученої на телугу версії цієї пісні під назвою «Kumkumala», яку співав Сід Шрірам, був опублікований та представлений Раджамулі 27 травня 2022 року . 31 травня 2022 року був опублікований тизер-трейлер фільму, у якому також була оголошена дата виходу офіційного трейлера; у Vizag відбувся захід на підтримку випуску тизера.
Протягом другого тижня червня 2022 року вийшли трейлери з персонажем Баччана, Гуру та персонажем Нагарджуни, Анішем . 13 червня 2022 року було опубліковано відео-анонс, в якому показано, що актор Чирджіві озвучить персонажа Капура, Шіву, для дубльованої версії фільму на телугу. Наступного дня був опублікований анімаційний постер персонажа Роя, Джунун. 15 червня 2022 року вийшов офіційний трейлер фільму.

## Реліз
Вихід «Брахмастри» запланований на 9 вересня 2022 року. Фільм вийде мовами гінді, тамільською, телугу, малаялам і каннада компанією Star Studios. Його також заплановано випустити в США та Канаді в один день компанією Walt Disney Studios Motion Pictures, яка відповідає за всесвітнє поширення.
Спочатку фільм планували випустити 23 грудня 2016 року, але його відклали на кілька років. Пізніше було оголошено про вихід фільму на 15 серпня 2019 року, Брахмастру було перенесено на Різдво 2019 року, а потім на літо 2020 року через очікування роботи та знімання VFX. У лютому 2020 року датою його виходу було оголошено 4 грудня 2020 року Однак через пандемію COVID-19 в Індії реліз було відкладено на невизначений термін. У грудні 2021 року була оголошена нова дата випуску — 9 вересня 2022 року.